# Belarus
För andra betydelser, se Belarus (olika betydelser).
Belarus ([bɛlaˈrʉːs]), tidigare Vitryssland, (formellt statsnamn: Republiken Belarus, belarusiska: Рэспу́бліка Белару́сь, Respublika Bjelarus, ryska: Респу́блика Белару́сь, Respublika Belarus) är ett land i Östeuropa. Landet är en inlandsstat och gränsar till Lettland, Litauen, Polen, Ryssland och Ukraina. Belarus huvudstad är Minsk. Fram till 1991, då Belarus frigjorde sig från det sönderfallande Sovjetunionen och utropade sin självständighet, hette landet Vitryska SSR och var en av Sovjetunionens rådsrepubliker.
Belarus är en övervägande flack inlandsstat med moränterräng i norr och stora våtmarker i söder, där flera har utdikats för att bli odlingsmark. Landet har cirka 11 000 sjöar och flera floder. Knappt 30 procent av landet består av skog och hedlandskap, och nästan hälften av arealen är jordbruksmark. De viktigaste grödorna är korn, råg, potatis, sockerbetor och lin. En viktig sektor inom jordbruket är kreatursnäringen, med mjölkproduktion och svinuppfödning.
Belarus präglades efter självständigheten 1991 av strejker och politisk oro. Sedan Aleksandr Lukasjenko kom till makten 1994 har dock en gradvis stabilisering skett till priset av kraftigt inskränkta medborgerliga och politiska rättigheter. Nya politiska oroligheter utbröt efter valet 2020, som dock slogs ner av Lukasjenko, med resultatet att en del av oppositionen gick i exil och en annan del fängslades. År 2019 rankades Belarus som Europas minst demokratiska land enligt den amerikanska organisationen Freedom House, och landet brukar kallas den sista diktaturen i Europa. Åren 2000 till 2007 hade landets ekonomi god tillväxt, till stor del driven av kraftigt subventionerade olje- och gasleveranser från Ryssland. När den ryska politiken förändrades och olje- och gaspriserna gradvis höjdes, drabbades den belarusiska ekonomin starkt negativt. Från att ha varit skuldfritt har landet på bara några år dragit på sig en betydande utlandsskuld.

## Etymologi

### Namnet Vitryssland
Det svenska namnet Vitryssland finns belagt i de svenska adjektiven vitryss och vitrysk sedan 1600-talet och härrör äldre europeiska namn för regionen som kallar det för Vitryssland eller liknande.
Belarus är en sammansmältning av uttrycket Bielaja Rus och har använts sedan 1100-talet. Bela (Бела) i namnet har en omtvistad innebörd och har tillskrivits betydelsen "vit", "klar" eller "fri", vilket kan syfta på att Vitryssland aldrig erövrades av Mongolväldet. Slutdelen rus sägs syfta på Rutenien men härrör troligen egentligen ruserna, vilket ursprungligen avsåg vikingar i österled och torde vara kognat med finskans Ruotsi (”Sverige”) och nordiskans ro/rodd. Namnet har syftat på olika territorier i nuvarande Ukraina och Ryssland och började först användas som ortnamn för de östra delarna av Belarus på 1300-talet, jämför Kievrus.
Efter det att Kejsardömet Ryssland införlivat alla vitryska territorier från Polen-Litauen på 1790-talet undvek den ryska statsmakten att använda namnet Belarus, utan kallade istället området för "nordvästra Ryssland" eller använde namnen på guvernementen i området.

### Ny benämning Belarus
Sedan Belarus blev självständigt i och med Sovjetunionens upplösning har namnet Vitryssland ifrågasatts i Sverige, eftersom det anses ge en oönskad association till grannlandet Ryssland istället för en kulturell koppling till det medeltida Kievriket (Rus eller Rutenien). Dock använder i princip alla grannländer till Belarus ett namn härlett på samma sätt som Vitryssland. Den 24 november 2019 började svenska Utrikesdepartementet officiellt att använda namnet Belarus istället för Vitryssland. Språkrådet rekommenderar att man idag använder Belarus, adjektivet belarusisk och invånarbeteckningen belarusier. Språkrådet säger också att språket då heter belarusiska, men att vitryska ändå kan användas i sammanhang där nationsnamnet Belarus används.
I och med att Mediespråksgruppen (med representanter från TT, public service, Svenska Dagbladet, Dagens Nyheter, Aftonbladet, Expressen, Omni, den finlandssvenska mediespråkvården och Språkrådet) 2020 gick över till att rekommendera benämningen Belarus istället för Vitryssland började alla massmedier använda det nya namnet. Dessförinnan hade det använts i mycket begränsad omfattning, bland annat av kulturredaktionerna på Sveriges Television och Sveriges Radio. Sveriges Radios huvudargument för namnändringen är att den nya benämningen minskar risken för sammanblandning med Ryssland och tydligare uttrycker en politisk självständighet gentemot Ryssland samt inte minst att Regeringen/Utrikesdepartementet ändrat sin benämning 2019 och att det är mera praktiskt, det vill säga mindre rörigt, om de två namnformerna inte används parallellt i det allmänna samtalet.

## Historia

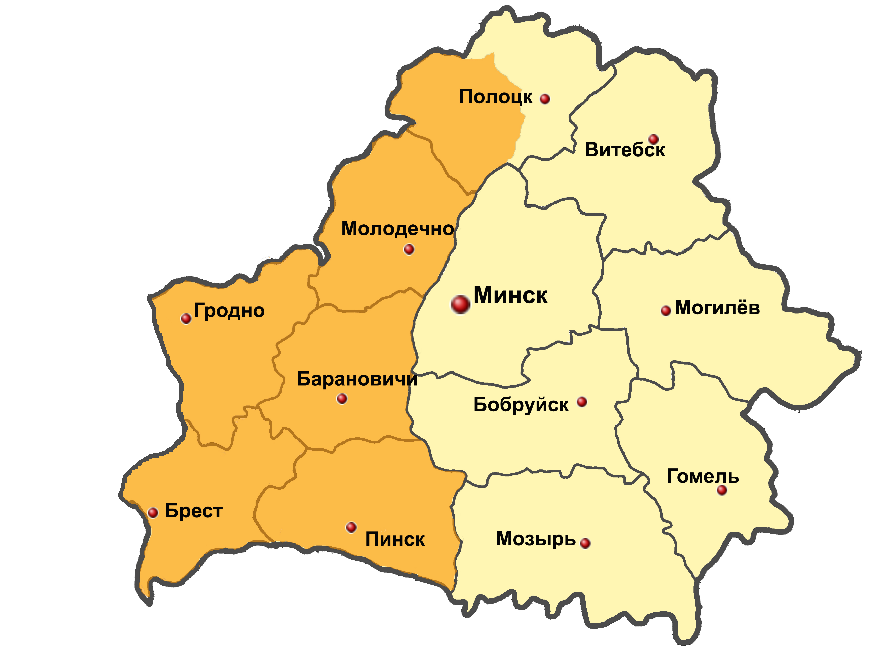
De ljusgula områdena markerar Vitryska SSR:s utsträckning 1922. Områdena markerade i orange färg markerar de polska territorierna som Sovjetunionen ockuperade efter att de anföll östra Polen 1939, den egentliga införlivningen skedde dock inte förrän 1945, efter Jaltakonferensen och krigsslutet.

Det område som utgör dagens Belarus har under historiens lopp erövrats, styrts och härjats av en rad överhögheter. På 500-talet koloniserades landet av slaviska och baltiska folkstammar, och på 800-talet inlemmades det i Kievriket. Trehundra år senare erövrades det av invasionsstyrkor från grannlandet Litauen. När Kievrikets makt efter Jaroslav I:s död 1054 minskade, uppstod i området furstendömet Polotsk. År 1240 upplöstes Kievriket efter mongolinvasionen, och det som idag är Belarus blev under 1300-talet en del av storfurstendömet Litauen och sedermera Polen–Litauen. På 1500-talet, då Litauen förenats med Polen, dominerade det polska inflytandet. År 1795 blev Belarus, i samband med Polens tredje delning, en del av kejsardömet Ryssland.
Bildandet av en nationellt medvetande i Belarus förknippas främst med det belarusiska språket och litteraturen, där startskottet var diktsamlingen Dudka białoruska (utgiven 1891 i Kraków) av Francišak Bahuševič. Detta skedde senare än i Finland, Estland och Ukraina; länder som också ingick i det ryska kejsardömet. Litteratur på belarusiska och ukrainska fick under denna tid inte tryckas inom Ryssland, men kunde tryckas i Lemberg (dagens Lviv) och Kraków som hörde till Österrike-Ungern. En viktig skillnad mellan de båda länderna är att dagens västra Ukraina (med Lviv) har tillhört Österrike-Ungern, medan dagens västra Belarus (med Brest) tillhörde kejsardömet Ryssland.
Under både första och andra världskriget drabbades Belarus av katastrofal förstörelse. Efter den ryska revolutionen 1917 var både Belarus och Ukraina självständiga en kort period innan bolsjevikerna lyckades gripa makten. För att blidka nationalisterna, gjordes de till egna republiker, Vitryska SSR respektive Ukrainska SSR, som formellt förenades med Ryssland genom att i december 1922 bilda Sovjetunionen.
Resultatet av den nazityska invasionen 1941 blev bland annat 1,3 miljoner dödade samt utplåning av nästan hela den judiska befolkningen i Vitryska SSR då 90% av dessa mördades i förintelsen. Många byggnader låg i ruiner, och huvudstaden Minsk hade jämnats med marken. Efter kriget hölls landet i ett hårt grepp av Sovjetunionen. 1986 drabbades landet av ytterligare en allvarlig katastrof genom Tjernobylolyckan i Ukraina. Stora delar av jordbruksdistrikten i södra Belarus blev kontaminerade av radioaktivt nedfall och är sedan dess spärrade för jordbruksproduktion.
Efter Sovjetunionens upplösning blev Belarus självständigt 1991. Sedan Aleksandr Lukasjenko blev vald till president 1994 har Belarus åter öppnat sig mot Ryssland, och ländernas ekonomier är väl integrerade. Lukasjenkos tid som president har utvecklats till ett auktoritärt styre, där internationella kritiker även har anklagat Lukasjenko för att använda sig av diktatoriska metoder. De val som har hållits de senaste åren har betecknats som ofria av utländska observatörer; politisk opposition har fått utstå statlig repression och media är statskontrollerad. Anhängare av presidenten menar att Belarus genom Lukasjenkos regim har blivit besparat den större ekonomiska kris, som drabbat andra forna sovjetiska republiker, i samband med upplösningen av Sovjetunionen och den snabba övergången från planekonomi till marknadsekonomi.

## Geografi

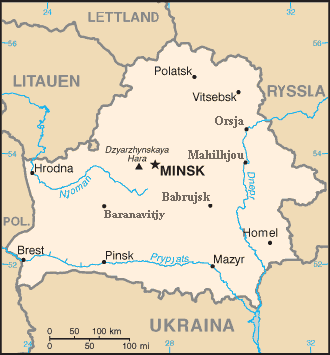
Karta över Belarus.

Belarus har ingen kust, är relativt platt och består av stora områden med träskmark samt täcks av ett flertal sjöar och floder. De största träskmarkerna finns i Polesien. Det uppskattas finnas uppemot 11 000 sjöar i Belarus, men huvuddelen av dessa täcker en yta på mindre än 0,5 km². I norr finns några större sjöar, såsom Naratj (79,6 km²) och Asvejskaje. Den största floden är Dnepr; viktigare bifloder till denna är Prypjat som senare rinner samman med Dnepr i Ukraina, Berezina och Sozj. Andra viktigare floder är Njemen och Daugava (belarusiska: Dzvina) i norr samt Bug i sydväst.
Landets högsta punkt är Dzerzjinskijberget med en höjd av 346 meter över havet, och dess lägsta punkt är floden Njemen på 90 meter över havet.
Belarus yta är till 74 procent täckt av skog och detta är en av landets viktigaste naturtillgångar. 

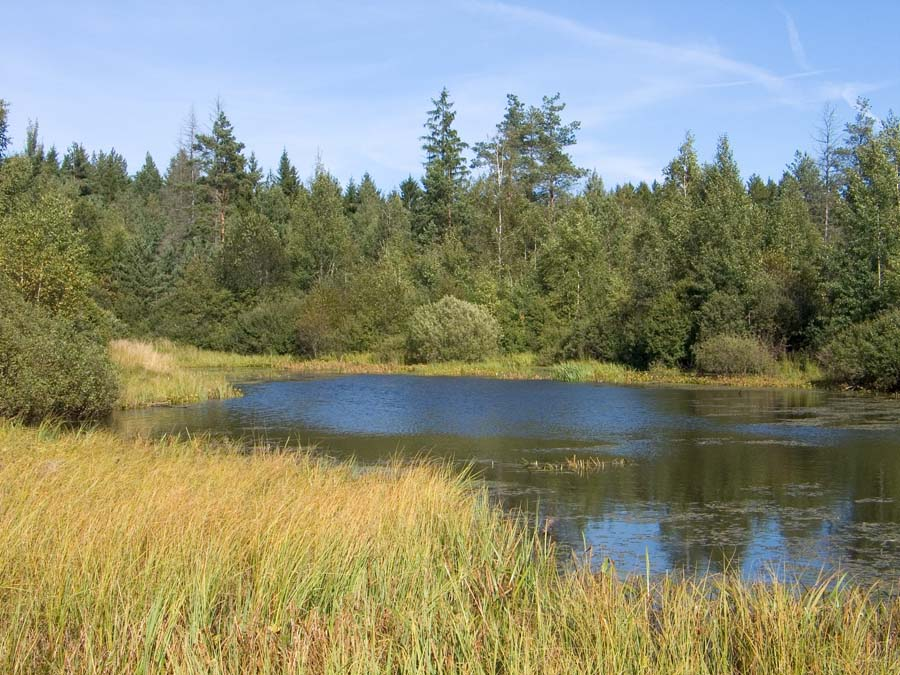
Våtmark, sjö och skog i Belarus.

Belarus har ett fuktigt kontinentalklimat som liknar det i Litauen och norra Ukraina. Vintrarna är stränga (den genomsnittliga temperaturen i januari är −8 till −2 °C) över hela landet, med omfattande snötäcke, och varar mellan 105 och 145 dagar. Somrarna är svala (medeltemperatur på 15 till 20 °C), med de högsta temperaturerna i juli och augusti. Sommaren och våren är i regel de fuktigaste tiderna på året, även om det inte faller några större mängder nederbörd. Den årliga nederbörden varierar mellan 550 och 700 millimeter.
Ungefär en femtedel av landets territorium, främst i de sydöstliga länen Homel och Mahiljou, påverkades av kärnkraftsolyckan i Tjernobyl i norra Ukraina år 1986. Stora delar av dessa områden anses fortfarande vara obeboeliga på grund av den skadliga joniserande strålningen.

## Styre och politik

### Författning och styre
Belarus är en republik vars president enligt konstitutionen från 1994 har omfattande befogenheter. Aleksandr Lukasjenko har innehaft posten som president sedan 1994. Det högsta politiska organet utgörs av ett tvåkammarparlament. Den folkvalda kammaren (Palata Predstavitelei) består av 110 ledamöter, vilka väljs genom direkta val för en fyraårsperiod. Rösträttsåldern är 18 år. I den belarusiska konstitutionen står det att den parlamentariska demokratin skall utgöras av rättvisa, frihet och allmän rösträtt, som innefattar hemliga val för att tillförsäkra väljaren politisk integritet. Andra kammaren måste godkänna premiärministern, och oppositionen kan därmed lämna in en misstroendeförklaring mot densamme. Första kammaren är en rådsförsamling bestående av 64 medlemmar som väljs geografiskt förutom 8 medlemmar som utses av presidenten. Regimen stöds bland annat av organisationen Belaja Rus.
Efter självständigheten 1991 antog man en vit-röd-vit flagga, men har därefter återinfört den gamla Vitryska SSR-flaggan från sovjettiden, om man bortser ifrån hammaren och skäran. Den första flaggan som valdes efter självständigheten är numera oppositionens symbol. Den som bär denna flagga eller rödvita symboler, till exempel pins, riskerar dock numera två veckors fängelse enligt belarusisk lag. 

### Administrativ indelning
Belarus är indelat i sex voblast (motsvarande län):
- Brests voblast
- Homels voblast
- Hrodna voblast
- Mahiljoŭs voblast
- Minsks voblast
- Vitsebsks voblast

Dessutom har huvudstaden Minsk särskild status och ingår ej i något voblast.

### Politik

#### Valet 2004
Efter det omdiskuterade valet i oktober 2004 bestod parlamentet till största delen av icke partianslutna medlemmar, 98 ledamöter. Några få platser tillföll partierna kommunistpartiet (8 mandat), jordbrukspartiet (3 mandat) och det liberala demokratiska partiet (1 mandat). Oppositionskoalitionerna var Folkets koalition fem plus och Demokratiska centerkoalitionen där flera politiska partier finns representerade med skilda politiska inriktningar, bland annat liberaler, socialdemokrater, kommunister och konservativa. Valet i oktober 2004 har av flera organisationer inklusive Organisationen för säkerhet och samarbete i Europa förklarats som ej fritt.

#### Valet 2006
I valet 2006 segrade Aleksandr Lukasjenko med 82,6 procent av rösterna. OSSE-observatörerna har förklarat valet som ogiltigt på grund av att bland annat oppositionen trakasserades och inte fick komma fram i media, samt att folket hotades av repressalier och våld om de skulle demonstrera ("Vi kommer att vrida nacken av dem som om de vore ankungar" – har Lukasjenko sagt i media enligt Dagens Nyheter och Aftenposten). Trots detta samlades 10 000 personer i Minsk den 19 mars för att demonstrera mot valresultatet. Enligt oppositionen arresterades över 350 personer som följd av protestaktionerna, en del av dessa dömdes för "huliganism". Den 24 mars samma år greps ytterligare 400 personer på Oktobertorget i Minsk. Belarus, med nuvarande presidenten Aleksandr Lukasjenko, brukar kallas "Europas sista diktatur".
Repressalier mot studenter som demonstrerade mot regimen ledde till att ett stort antal studenter relegerades från universiteten och högskolorna. Polska staten ordnade då stipendier för de drabbade belarusiska studenterna som sedan fick platser för studier vid polska högskolor och universitet. Från höstterminen 2006 deltog flera hundra belarusiska studenter i programmet, som är det största stödprojektet inom Europeiska unionen för Belarus. Från Belarus sida ses detta som en provokation och ökar ytterligare spänningen mellan länderna, då den polska minoriteten i landet redan tidigare påstått sig ha blivit utsatt för trakasserier.

#### Valet 2010
2010 genomfördes ytterligare ett riggat presidentval i Belarus. Under valkvällen den 19 december demonstrerade cirka 40 000 personer mot valfusket i huvudstaden Minsk. Trots närvaron av internationella observatörer, väntade regimen inte länge innan den brutalt slog till mot demonstranterna. Kravallpolis omringade demonstranterna, många misshandlades svårt och cirka 600 personer fängslades. Bland de misshandlade och fängslade fanns även Lukasjenkos konkurrenter; presidentkandidater från demokratirörelsen. Uladzimir Njakljajeŭ (Uladzimir Njakljajeu, belarusisk namnform) poet och presidentkandidat, stoppades under valdagen utanför sitt kontor av "okända män" (av regimen utsända) och misshandlades till medvetslöshet.
Västerländsk media var snabba med att gå ut och ifrågasätta informationen dagen efter presidentvalet 2010 i Belarus, särskilt gällande vad som skedde under valnatten. Bland annat skrev Aftonbladet att demonstranterna försökte storma regeringsbyggnaden. Svenska ambassaden som bevittnade tragedin under valnatten, samt svenska riksdagsledamöter, som Caroline Szyber och representanter från kampanjen Info Belarus, rapporterade, att det som såg ut att vara demonstranter, som attackerade regeringsbyggnaden, i själva verket sannolikt genomfördes av provokatörer, det vill säga den belarusiska regimens egna utsända. Detta hävdas bland annat också av en av de ledande oppositionstidningarna Nasja Niva ("Vår jord", "vår mark"). På så sätt skulle regimen få "legitimitet" för ingripandet mot demonstranterna, samt en förevändning för det övervåld som sedan användes. Det har framkommit foton och film-klipp som bevis på att vandaliseringen startades av en provokatör. Bevisen har publicerats av oberoende medier i Belarus, bland annat på webbsidan för Charter97.

#### Valet 2020
Ett presidentval hölls den 9 augusti 2020. Aleksandr Lukasjenko utropade sig som segrare, men då valet omgärdades av förmodat valfusk och också följdes av omfattande protester i landet har bland annat Sverige och EU meddelat att de inte erkänner valet. 
Bakgrunden till protesterna var att ett antal politiska motståndare till Lukasjenko uteslöts från att kandidera vid valet. I Europa framhölls framför allt Sergej Tichanovskij, politisk youtubare, som fängslades för påstådda ekonomiska brott.  Han kom därför att ersättas som kandidat vid valet av sin fru Svjatlana Tsichanoŭskaja. Hon ställde upp som partipolitiskt obunden, med ett enda vallöfte: att Belarus skulle få genomföra fria och rättssäkra politiska val.
I samband med valet förde Tsichanouskaja sina barn till Litauen, till följd av hot som hon hade tagit emot. Hon blev frihetsberövad i sju timmar efter valet och reste efter det - fortfarande hotad - till Litauen för att gå i exil.
Den 14 augusti 2020 släppte Tsichanouskaja en video där hon hävdade att hon hade vunnit det belarusiska presidentvalet 2020 med mellan 60% och 70% av rösterna. Tsichanouskaja förkunnade också bildandet av ett Koordinationsråd för ett demokratiskt maktskifte i Belarus.
Organisationen för säkerhet och samarbete i Europa, OSSE fick inte möjlighet att övervaka valet och har efter valet uttalat sig förstärkt negativt om situationen i landet.

### Mänskliga rättigheter
Den här artikeln är helt eller delvis baserad på material från engelskspråkiga Wikipedia, Belarus, 1 juni 2015.
Mänskliga rättigheter kränks regelbundet i landet, något som dokumenterats i flera internationella rapporter från bland annat Europeiska unionen. Den belarusiska regeringen har kritiserats för förföljelse av icke-statliga organisationer, oberoende journalister, nationella minoriteter och oppositionspolitiker. Godtyckliga arresteringar har gjorts av medborgare av politiska skäl, för att ha kritiserat tjänstemän, eller för att ha deltagit i demonstrationer. Vissa rättegångar har genomförts bakom stängda dörrar utan närvaro av oberoende observatörer. Rättsväsendet är inte oberoende av den politiska makten och domslut har oftast varit förutbestämda.
Vjasna Human Rights Centre listar 11 politiska fångar som år 2013 sitter fängslade i Belarus. Bland dem är människorättsaktivisten Ales Bjaljatski, vice ordförande i International Federation for Human Rights och chef för Vjasna.
År 2014 meddelade president Lukasjenko att han ämnar införa en ny lag som förbjuder kolchosarbetare (cirka 9 procent av den totala arbetsstyrkan) från att byta arbete och bostadsort utan tillstånd från guvernören. Lagen jämfördes med livegenskap av Lukasjenko själv. Liknande regler infördes för skogsindustrin under 2012.
Västländer har beskrivit Belarus under Lukasjenko som en diktatur och Lukasjenko som "Europas sista diktator"; regeringen Lukasjenko har anklagat samma västmakter för att försöka störta Lukasjenko, och beskriver USA som en "verklig diktatur". Lukasjenko säger att diktatur är omöjligt i hans land, men att han personligen inte accepterar de liberala värden som väst försöker påtvinga landet, och har sagt sig ha en "auktoritär ledarstil". Europarådet har stoppat Belarus medlemskap sedan 1997 för valoegentligheter i den konstitutionella folkomröstningen november 1996 och parlamentets fyllnadsval. USA:s tidigare utrikesminister Condoleezza Rice beskrivit Belarus som en av världens sex "utposter av tyranni", ett utlåtande som av den belarusiska regeringen beskrivs som "rätt långt från verkligheten".
Belarus är det enda europeiska land som fortfarande tillämpar dödsstraff. Belarus och USA var de enda av 56 medlemsländer i Organisationen för säkerhet och samarbete i Europa som utförde avrättningar under 2011.

### Internationella relationer
Förbindelserna mellan Ryssland och Belarus har blivit alltmer spända, inte minst handelspolitiskt. Ryska krav på att betala marknadspriser för gasimporten efter har inte tagits emot väl.

#### Kriget i Ukraina från 2022
Inför Rysslands invasion av Ukraina 2022 organiserade Ryssland och Belarus stora gemensamma krigsövningar nära den ukrainska gränsen. Efter att övningarna officiellt avslutats kvarstannade ryska trupper i landet, och ryska trupper gick sedan in i Ukraina också utgående från Belarus territorium. Dagarna efter attacken är det oklart i vilken mån Belarus ledning eller militär godkänt eller direkt medverkat i krigshandlingarna. 
I februari och mars 2022 beslutade Europeiska rådet om omfattande sanktioner mot individer och företag i Belarus och restriktioner mot handeln med landet. Bland annat infördes sanktioner mot 42 högt uppsatta medlemmar av belarusisk militär personal på grund av landets "deltagande i det pågående oprovocerade och oberättigade militära angreppet mot Ukraina".

## Ekonomi och infrastruktur
| Ekonomi i siffror    | Ekonomi i siffror       | Ekonomi i siffror |
| -------------------- | ----------------------- | ----------------- |
| BNP (PPP)            | 254 miljarder US-dollar | 2023 est.         |
| BNP (PPP) per capita | 27 700 US-dollar        | 2023 est.         |
| BNP-tillväxt         | 3,89 %                  | 2023 est.         |

Den belarusiska staten äger och kontrollerar 80 procent av landets ekonomi, där det finns 600 statliga bolag. Landets marknadssocialism har lett till ekonomisk isolation och hindrat investeringar från utlandet. Belarus har betydande tillverkning av vapen och maskiner, ett arv från Sovjettiden. Ekonomin är beroende av energi som importeras från Ryssland. Svenska företag som Vattenfall och Tibnor har bedrivit affärer med statliga bolag i Belarus. Ikea har underleverantörer i landet (möbler och textilier).

### Näringsliv
| Olika sektorers andel av BNP | 1998 | 2023 est. |
| ---------------------------- | ---- | --------- |
| Jord- och skogsbruk, fiske   | 14 % | 7,3 %     |
| Industri                     | 44 % | 32,5 %    |
| Övrigt                       | 42 % | 47,8 %    |

#### Jordbruk
Jordbruket står för 15 procent av sysselsättningen.[källa behövs]

#### Energi och råvaror
Belarus har stora förekomster av torv, bergsalt och kaliumkarbonat samt en del kolreserver, men för övrigt är råvarutillgångarna obetydliga. Det finns dock mindre mängder petroleum och naturgas, granit, fosfor, dolomitisk kalksten, märgel, krita, sand, grus och lera. 
För att kunna försörja industrin, till exempel den petrokemiska industrin och lastbilsproduktionen, är landet hänvisat till energileveranser från Ryssland som man har satt sig i stor skuld till.[källa behövs] Det statliga oljebolaget är Belneftechim.

#### Industri
Inom industrin är de traditionellt viktigaste sektorerna textil- och träbearbetning. Under 1960-talet växte verkstadsindustrin med tillverkning av traktorer och kylskåp. Till de stora belarusiska bolagen hör Belaruskaja Tschyhunka och det statliga flygbolaget Belavia. Inom den tunga verkstadsindustrin kan märkas rustnings- och fordonsindustrin MAZ, fordonstillverkaren MZKT och traktortillverkaren MTZ (Minski Traktorny Sawod).[källa behövs]

#### Turism

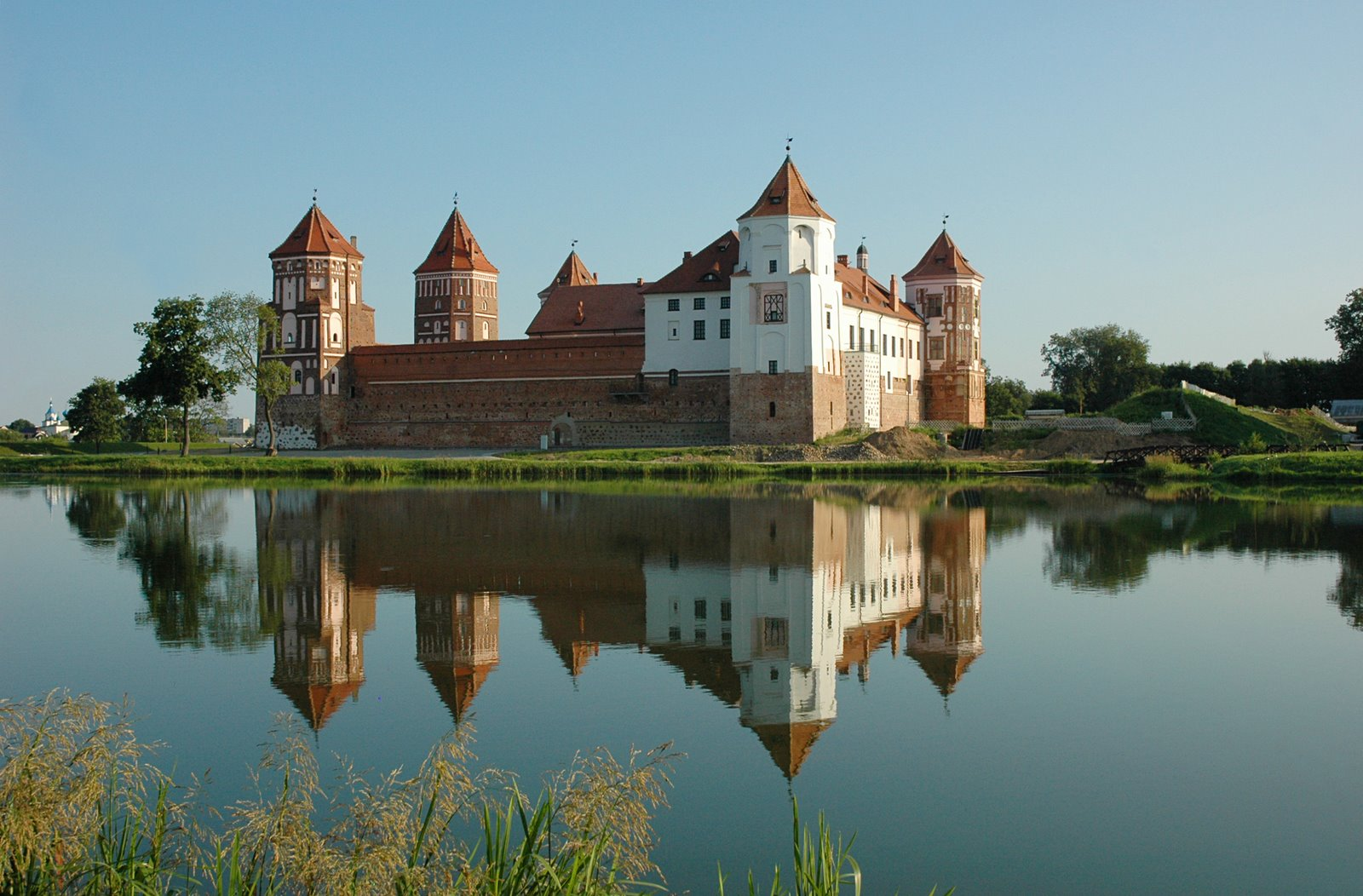
Mirs slott.

Populära turistmål är bland annat Minsk, Brest, Hrodna, Vitsebsk, Mahiljou, Njasvizj, Mirs slott, sjön Naratj, Bialowiezaskogen och Chatyn.

### Handel
Landets utrikeshandel är i huvudsak inriktad på Ryssland, Ukraina, EU-länder och Kina. Fram till 1994 präglades handeln av omfattande regleringar för både import och export. Därefter har lagstiftning och tariffstruktur anpassats för att harmoniera med den ryska modellen. Exporten domineras av maskiner, fordon och kemikalier, medan de mest betydande importvarorna inkluderar olja, gas och metaller.

### Infrastruktur

#### Utbildning
Utbildningssystemet i Belarus är starkt centraliserat och följer en struktur med fyra år i lågstadiet, fem år i mellanstadiet och två till fyra år i gymnasiet. Rätten till utbildning är inskriven i konstitutionen, och utbildning är gratis och obligatorisk för barn från sex till 17 års ålder. 
Systemet har kvar många drag från sovjettiden och liknar det ryska utbildningssystemet. Politisk opposition kan leda till sanktioner som uppsägning av lärare eller avstängning av studenter. Privata utbildningsinstitutioner existerar men är strikt reglerade och spelar en obetydlig roll i systemet. Efter Sovjetunionens upplösning har Belarus upplevt en betydande befolkningsminskning, vilket har lett till färre elever och studenter samt stängning av utbildningsinstitutioner på alla nivåer. Undervisning sker på både belarusiska och ryska. Sedan september 2022 är undervisning på minoritetsspråk förbjuden, vilket särskilt påverkar polska, ukrainska och litauiska minoriteter. Skolåret börjar den 1 september, och landet avsätter 4,7 procent av sin BNP till utbildning (2021).
Förskolan är frivillig och uppdelad i två faser: småbarnsfasen för barn upp till tre år och storbarnsfasen för barn från tre till sex år. När barnen är fem år gamla deltar de i ett obligatoriskt förberedelseprogram inför skolan. Cirka 90 procent av alla barn mellan ett och fem år går i förskola (2022). Grundskolan börjar vanligtvis vid sex års ålder, men skolstarten kan skjutas upp ett år. Eleverna har undervisning sex dagar i veckan; fem dagar med akademiska ämnen och en dag med idrott, hälsofrämjande aktiviteter och yrkespraktik. Militärisk-patriotisk utbildning ingår också. Ett främmande språk är obligatoriskt, oftast engelska (86,5 procent), följt av tyska (10,6 procent, 2020/2021). Nästan alla elever slutför grundskolan och får ett examensbevis.
Efter grundskolan kan eleverna välja mellan yrkesutbildning eller allmän gymnasieutbildning. Yrkesutbildningen varar mellan två till fyra år och kan inkludera allmänna ämnen för att ge högskolebehörighet. Cirka 40 procent av eleverna väljer yrkesutbildning. Gymnasieskolor erbjuder ofta humanistisk eller språklig inriktning och har ofta ett elitistiskt rykte med antagning baserad på prov. Lyceer erbjuder specialiserad gymnasieutbildning, ofta i samarbete med universitet. För att få högskolebehörighet efter 11 års skolgång måste eleverna klara nationella prov i belarusiska eller ryska samt ett valfritt ämne. Dessutom krävs nationella tester för ansökan till högre utbildning. År 2020 slutförde 91,7 procent av eleverna gymnasieutbildningen.

## Befolkning

### Demografi

#### Större städer
- Minsk
- Homel
- Mahiljou
- Vitsebsk
- Hrodna
- Brest
- Babrujsk
- Pinsk
- Orsja
- Polatsk

### Språk
De officiella språken i Belarus är belarusiska och ryska, men det finns även minoriteter som talar polska, ukrainska och litauiska. En majoritet av befolkningen, omkring 72 procent, har ryska som sitt förstaspråk. Endast 11,9 procent har belarusiska, det andra officiella språket, som sitt modersmål.

### Religion
I Belarus tillhör majoriteten av befolkningen, cirka 60 procent, den rysk-ortodoxa kyrkan. Därutöver är ungefär 14 procent romerska katoliker, och det finns även en mindre andel som tillhör de östkyrkliga katolska traditionerna.[källa behövs]

## Kultur

### Konstarter

#### Musik

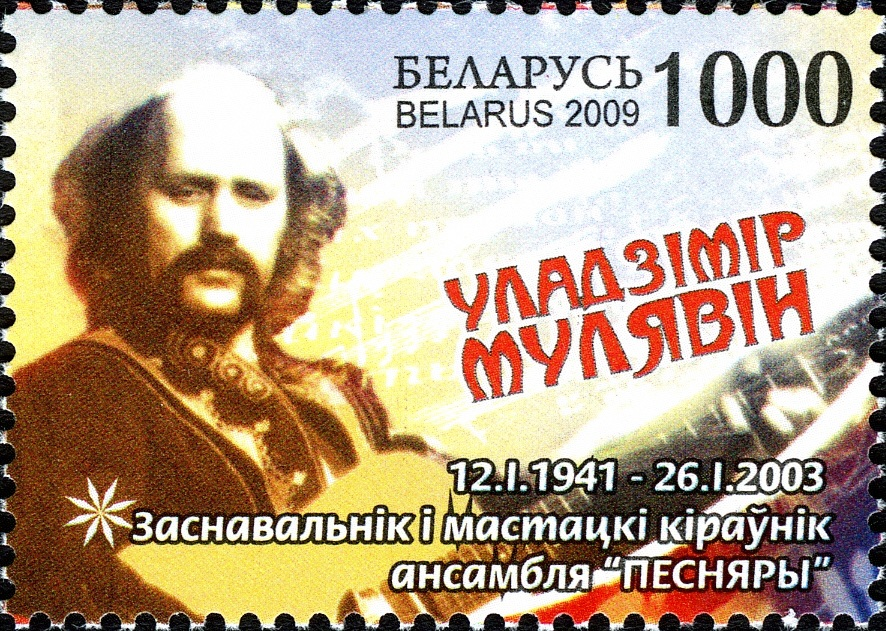
Uladzimir Muljavin.

Adelsmannen Anton Radziwiłł (1775–1833; ägare av Njasvizj slott), tonsatte Goethes Faust (uruppförande 1820). Kompositören Stanisław Moniuszko föddes och verkade i Minsk. Den sovjetiske tonsättaren Michail Krosjner (1900–1942) var verksam både i Kiev och Minsk. Till efterkrigstiden hör Anatol Bogatyrou (1913–2003).
Inom populärmusik och folklore är gruppen Pesnjary (grundad 1969 av gitarristen Uladzimir Muljavin) den mest kända. Några andra är Verasy (1971–), Siabry (1974–), Stary Olsa (1999–). Rockgruppen Bi-2 (1988–1991, 1999–) var belarusisk, men återförenades 1999 i Ryssland. Ett annat rockband är Ljapis Trubetskoj (1990–). 
Åren 2004–2019 deltog Belarus i Eurovision Song Contest. I maj 2021 beslutade dock Europeiska radio- och TV-unionen (EBU) sig för att utesluta Belarus från tävlingen. Bakgrunden var att EBU sedan det omstridda presidentvalet i Belarus 2020 iakttagit att mediafriheten i Belarus kränkts vid upprepade tillfällen. Det statliga mediebolaget Belaruskaja Tele-Radio Campanija (BTRC) har uppmanats att respektera EBU:s grundvärderingar om yttrandefrihet, journalistiskt oberoende och transparens. EBU framhöll också att BTRC sänt intervjuer som genomförts under tvång eller hot, och att kanalen därför inte ansågs lämpad att delta i EBU-samarbetet.

#### Bildkonst
Belarus konst och skulptur har påverkats av en rik blandning av traditioner och influenser från både öst och väst. På 1100-talet präglades väggmålningar och illuminerade manuskript av bysantinsk konst och folkart, där lokala motiv och människor ofta avbildades. Under renässansen förde katolicismen västerländska influenser, vilket märks i Francysk Skorinas trägravyrer och böcker. På 1500-talet blev ikonmåleriet starkt påverkat av europeisk konst.
På 1600- och 1700-talen blev porträttmåleri populärt, med ökat fokus på anatomisk korrekthet och användning av ljus och skugga enligt västerländska ideal. Konstnären Franciszek Smuglewicz arbetade i en tidig nyklassicistisk stil och målade historiska verk. Under 1800-talet kombinerades nyklassicism med romantik och sentimentalism. Jan Chrucki blev känd för sina stilleben, medan andra konstnärer som Jan Damel och January Suchodolski målade historiska scener, och Apalinary Harauski fick berömmelse för sina landskap.
Vitebsk blev under början av 1900-talet en central plats för avantgardistisk konst. Marc Chagall, född i Vitebsk, etablerade en konstskola där även Kasimir Malevitj och El Lissitzky undervisade. Skolan influerades av Malevitjs suprematism tills den senare anpassades till mer moderata socialistiska ideal. Under sovjettiden dominerade socialrealism, även om modernistiska och experimentella verk skapades i hemlighet och visades först på 1980-talet.
Inom skulptur framträdde de första stenrelieferna i en kombination av bysantinsk och romansk stil. Under renässansen utvecklades gravreliefer och träsniderier. På 1600-talet skapades unika barockskulpturer och ikonostaser i trä. Västerländska influenser nådde Belarus på 1700-talet via konstnärer som arbetade i katolska kyrkor. På 1800-talet utvecklades skulpturer i nyklassicistisk stil, följt av verk i romantisk och symbolistisk anda.
Under sovjettiden präglades skulptur av propagandakonst, såsom monument över Karl Marx och den revolutionära soldaten. Samtidigt utfördes folkloristiskt inspirerade träsniderier av konstnärer som Abram Brazer. Skulptörer som Zair Azgur bidrog med porträtt och reliefer till officiella byggnader i Minsk, vilket speglar den sovjetiska estetiken.

#### Film
Belarus filmhistoria började på 1920-talet när landet var känt som Vitryska socialistiska sovjetrepubliken. År 1924 grundades den statliga filmorganisationen Belgoskino, som inledningsvis producerade journal- och populärvetenskapliga filmer. År 1928 etablerades filmstudion Sovjetiska Vitryssland i Leningrad, vilken flyttades till Minsk 1939. Den första filmen, Skogens historia regisserades av Yuri Tarich 1926 och skildrade det vitryska folkets kamp mot utländska inkräktare.
Under andra världskriget avbröts filmproduktionen, men återupptogs 1946 då studion antog namnet Belarusfilm. Efter kriget fokuserade produktionen främst på dokumentär- och journalfilmer, med betydande verk som Konstantin Zaslonov (1949), Den tredje raketen (1963) och Genom kyrkogården (1965), vilka behandlade folkets hjältemod under kriget.
På 1960-talet producerades även historiska filmer som Röda blad och Jag, Francisk Skorina (1970), samt barn- och ungdomsfilmer som Annas väg (1968) och Vi med Vulkan (1969). Under 1970-talet tillkom nya regissörer som bidrog med fräscha perspektiv, vilket resulterade i kreativa verk som Alla kungens män (1971) och Kung Stahs vilda jakt (1979), den senare ansedd som den första sovjetiska mystiska thrillern.
Belarusfilm blev också känd för sina barnfilmer, inklusive musikaler baserade på sagor som Buratinos äventyr och Om rödluvan. Studion har genom åren spelat en central roll i utvecklingen av den vitryska filmindustrin och fortsätter att vara en viktig aktör inom landets filmproduktion.

### Traditioner

#### Matkultur
Det belarusiska köket kännetecknas av en rik matkultur som delar många likheter med grannländerna Ryssland, Ukraina, Polen, Lettland och Litauen. Grundläggande ingredienser inkluderar potatis, svamp, kål och bär, medan fläskkött är det mest förekommande köttet. Kryddor används sparsamt i matlagningen. På grund av de korta somrarna är veteodling utmanande, vilket gör råg till en vanligare gröda. En populär rätt är draniki, en belarusisk variant av raggmunk gjord på riven potatis. Kötträtter serveras ofta tillsammans med potatis och grönsaker som morötter och vitkål, vilka ofta tillagas i speciella stenkärl. Mjölkprodukter är också en viktig del av många grönsaks- och mjölrätter. Bland drycker är kvass, en traditionell jäst dryck, mycket vanlig.

#### Kultursymboler

Belarus vit-röd-vita flagga 1918 och 1991–1995.

Efter självständigheten antog man en vit-röd-vit flagga, för att senare återgå till en variant av den gamla sovjetiska flaggan för Vitryska SSR, där dock hammaren och skäran var borttagna samt mönsterfärgen ändrad. Den vit-röd-vita flaggan (belarusiska: бел-чырвона-белы сцяг) används fortfarande av oppositionella och nationalister som en symbol för ett "fritt och självständigt Belarus".

## Internationella rankningar
| Organisation                                | Undersökning                   | Rankning   |
| ------------------------------------------- | ------------------------------ | ---------- |
| Heritage Foundation/The Wall Street Journal | Index of Economic Freedom 2019 | 104 av 180 |
| Reportrar utan gränser                      | World Press Freedom Index 2019 | 153 av 180 |
| Transparency International                  | Korruptionsindex 2018          | 77 av 180  |
| FN:s utvecklingsprogram                     | Human Development Index 2018   | 50 av 189  |